# Oncocnemis cottami
Oncocnemis cottami är en fjärilsart som beskrevs av Blanchard 1972. Oncocnemis cottami ingår i släktet Oncocnemis och familjen nattflyn. Inga underarter finns listade i Catalogue of Life.